# تساقط شعر غير التندبي
تساقط الشعر غير التندبي، المعروف أيضًا بالثعلبة غير التندبية، هو تساقط الشعر دون وجود أي ندبات. عادةً ما يكون هناك القليل من الالتهاب والتهيج، لكن تساقط الشعر يكون واضحًا. تناقض هذه الحالة تساقط الشعر التندبي الذي يحدث فيه استبدال بصيلات الشعر بأنسجة ندبية نتيجة الالتهاب. قد يحدث تساقط الشعر في جميع أنحاء فروة الرأس (منتشر) أو في مناطق معينة (بؤرية). قد يكون فقدان الشعر مفاجئًا أو تدريجيًا مترافقًا بالتوتر.
السبب الأكثر شيوعًا هو الصلع الوراثي، المعروف أيضًا بتساقط الشعر ذكري الشكل أو أنثوي الشكل، بسبب تأثيرات الديهدروتستوستيرون على بصيلات الشعر. قد تؤدي مجموعة متنوعة من العوامل إلى هذه الحالة مثل التأثيرات الهرمونية أو العمر أو النظام الغذائي أو المناعة الذاتية أو الإجهاد العاطفي أو الإجهاد البدني أو التفاعلات الدوائية أو الجينات أو العدوى.
بحسب السبب، تشمل خيارات العلاج ما يلي: مينوكسيديل موضعي أو فيناستيريد فموي أو المضادات الفطرية أو الستيرويدات أو زرع الشعر أو العلاج بالبلازما الغنية بالصفائح الدموية. تشمل بدائل تساقط الشعر الكلي استخدام قطع الشعر أو ألياف الشعر.

## العلامات والأعراض
يلاحظ المرضى تساقط الشعر البؤري أو المنتشر. قد يحدث ذلك جراء ترقق الشعر أو تساقطه على مدى فترة زمنية مفاجئة أو تدريجية. قد يكون التوتر موجودًا، ويعتبر الأثر العاطفي لتساقط الشعر مهمًا لأنه قد يسبب ضائقة كبيرة. قد تشير العلامات الأخرى إلى أسباب محددة للحالة. قد يؤدي النظام الغذائي السيئ إلى التعب، وقد تظهر آثار جانبية أخرى لأدوية العلاج الكيميائي، ويمكن أن تسبب العدوى حكة، وقد يؤدي التوتر النفسي إلى نتف الشعر أو تساقطه. قد يكون تساقط الشعر منتشرًا ضمن العائلة، ما يوضح وجود أسباب وراثية.

## الأسباب
يمكن فصل أسباب الثعلبة غير التندبية بحسب نمط تساقط الشعر، الذي يكون إما بؤريًا أو منتشرًا:
منتشر:
- الصلع الوراثي: يؤثر الديهدروتستوستيرون الأندروجيني على طور التراجع ما يضعف بصيلات الشعر[4]
- داء الثعلبة المنتشر: تدمير مناعي ذاتي منتشر لبصيلات الشعر[5]
- الثعلبة الكلية: غير معروفة ولكن، يُعتقد أنها من أمراض المناعة الذاتية[6]
- تساقط الشعر الكربي: الإجهاد العاطفي أو الفسيولوجي[7]
- تساقط الشعر المتنامي (علاجي المنشأ): علاجات السرطان مثل الإشعاع والعوامل المؤلكلة
- اعتلال الجلد الصباغي الشبكي: حالة وراثية جسمية سائدة[8]

بؤري:
- داء الثعلبة: تدمير مناعي ذاتي لبصيلات الشعر.
- سعفة الرأس: عدوى فطرية
- ثعلبة الشد: قوة الشد المطبقة على الشعر
- هوس نتف الشعر[9]

## العلاج
الستيرويدات
يمكن استخدام الستيرويدات للعلاج قصير الأمد لأسباب المناعة الذاتية التي تؤدي إلى تساقط الشعر مثل داء الثعلبة. يمكن استخدام المستحضرات الموضعية أو الفموية لبضعة أسابيع لتقليل الالتهاب. لم يُظهر الاستخدام طويل الأمد للستيرويدات الموضعية فوائدًا على النمو، بالإضافة إلى أن الاستخدام طويل الأمد للستيرويدات الفموية له العديد من المخاطر التي تطغى على الفوائد عادةً.
العلاج المناعي
يمكن استخدام دي فينيل سيكلوبروبينون أو حمض السكواريك موضعيًا لعلاج داء الثعلبة كبديل للستيرويدات. قد يسبب هذا العلاج تحسس جلدي موضعي.
مينوكسيديل
المينوكسيديل هو علاج موضعي يأتي في شكل محلول أو رغوة. توفر الرغوة زيادة في إيصال الدواء وتقليل التهيج. أثبت أن هذا الدواء يقلل من الطور الانتهائي ويزيد طور التنامي في بصيلات الشعر، ويزيد من التعبير عن عامل النمو البطاني الوعائي، وله تأثيرات موسعة للأوعية بشكل غير مباشر. وافقت إدارة الغذاء والدواء الأمريكية على استخدام هذا الدواء في الثعلبة الوراثية، ولكن الاستخدامات الشائعة من دون تصريح تشمل داء الثعلبة والثعلبة المحرَّضة بالعلاج الكيميائي وتساقط الشعر الكربي وثعلبة الشد.
ريدينسيل
ظهر ريدينسيل كعلاج بديل لتساقط الشعر لاحتوائه على جزيء مكتشف حديثًا يسمى ديهيدروكيرسيتين غلوكوزيد. وهو مركب مشتق من مستخلصات نباتية تُعرف باستهدافها للخلايا الجذعية في بصيلات الشعر وتحفز انقسام الخلايا. ما يزال في مرحلة التطوير، وقد وافقت إدارة الغذاء والدواء الأمريكية عليه، إذ تتوفر العديد من الأدوية الحاوية عليه على نطاق واسع.